# Андерс, Александр-Валериан Карлович
Александр-Валериан Карлович (Павлович) Андерс (Андерсон) (21 января 1880 год — 26 апреля 1938 года) — российский и советский военачальник, комдив запаса (1936).

## Биография
Родился Александр Карлович Андерс в 1880 году в Камышине Саратовской губернии в семье офицера. Лютеранин. Русский.
Учился в Нижегородском графа Аракачеева кадетском корпусе, окончил в 1898 году.
1 сентября 1898 года поступил в Михайловское артиллерийское училище, окончил в 1901 году по 1-му разряду, выпущен подпоручиком в 23-ю конно-артиллерийскую батарею. В 1908 году окончил Николаевскую военную академию по 1-му разряду, с 18 октября 1908 года по 1 октября 1908 года А. К. Андерс прикомандирован к Офицерской кавалерийской школе. С 31 октября 1909 года по 1 ноября 1911 года отбывал цензовое командование 4-м эскадроном в 13-м драгунском Военного Ордена полку, с 26 ноября 1911 года — старший адъютант штаба 2-й Сводной казачьей дивизии, с 21 декабря 1911 года — старший адъютант штаба 18-й пехотной дивизии, с 13 декабря 1912 года — и.д. помощника делопроизводителя части 2-го обер-квартирмейстера Отдела генерал-квартирмейстера Главного управления Генерального Штаба, с 25 июля 1914 года — и. д. штаб-офицера для делопроизводства и поручений управления генерал-квартирмейстера при Верховном Главнокомандующем.
В начале Первой мировой войны А. К. Андерс на той же должности, 6 декабря 1914 года был в ней утверждён, с 12 июля 1916 года — и. д. начальника штаба 1-й кавалерийской дивизии, с 25 августа 1917 года — командир 14-го Митавского гусарского полка (1 апреля 1918 года полк был расформирован).
В марте 1918 года А. К. Андерс добровольно вступил в РККА, 15 апреля 1918 года был назначен начальником штаба Рязанского отряда (с 16 июля 1918 года — 1-я Рязанская пехотная дивизия). 24 сентября 1-я Рязанская пехотная дивизия была расформирована, части направлены на формирование 2-й пехотной дивизии (с 18 ноября — 2-я Тульская стрелковая дивизия), А. К. Андерс был назначен начальником её штаба. Одновременно, с 16 августа по 22 ноября 1918 года А. К. Андерс вр.и.д. начальника штаба 5-й армии Восточного фронта, воевал против армии КОМУЧа и Чехословацкого корпуса.
С 8 мая 1919 года по 6 января 1920 года А. К. Андерс — начальник штаба 4-й армии Восточного фронта, с 18 марта по 29 апреля 1920 года — начальник штаба Туркестанского фронта, с 1 мая по 1 октября 1920 года — помощник командующего Заволжского военного округа, с 5 октября 1920 года — помощник командира 6-й армии, с 9 декабря 1920 года — помощник начальника штаба Южного фронта.
После Гражданской войны, с 8 марта 1921 года А. К. Андерс — временно исполняющий должность начальника штаба Вооружённых сил Украины и Крыма (ВСУК), с 1 мая 1921 года — помощник начальника штаба ВСУК, с 8 августа 1922 года — начальник штаба Украинского военного округа, с 17 августа 1923 года — помощник командующего 5-й армией (Дальний восток).
В июле 1924 года А. К. Андерс зачислен в резерв РККА, зачислен в распоряжение правления Добролёта, был членом его правления и заместителем директора. Позднее — инспектор для поручений при начальнике Аэрофлота, пенсионер.
В Москве проживал по адресу: ул. 5-я Тверская-Ямская, д. 4а, кв. 43. Беспартийный.
31 октября 1937 года А. К. Андерс был арестован, 26 апреля 1938 года ВКВС СССР был приговорен к ВМН по обвинению в участии в контр-революционной террористической организации, расстрелян в тот же день на Коммунарке.
Реабилитирован 14 июля 1956 года.

## Семья
А. К. Андерс был женат на Ольге Борисовне Озеровой (племянница фрейлины Елены Александровны Озеровой, жены С. А. Нилуса). У Андерсов было по меньшей мере трое детей: Елена (1905—1924; замужем за К. К. Алкалаевым), Борис (1907—1931) и Александр (1909—1979).

## Звания

### Российская империя
- подпоручик — (старшинство (ст.) 13.08.1901)
- поручик — (ст. 09.08.1903)
- штабс-капитан — (ст. 09.08.1907)
- капитан — (ст. 02.05.1908)
- подполковник — 06.12.1914 (ст. 06.12.1914)
- полковник — 15.08.1916 (ст. 06.12.1915; ПАФ от 30.09.1917 пожаловано ст. с 06.12.1914)

### СССР
- комдив запаса — 26.11.1936

## Награды

### Российская империя
- Орден Святой Анны 2-й степени — 20.12.1915[4]
- Орден Святой Анны 3-й степени — 22.10.1914[5]
- Орден Святого Станислава 2-й степени - 21.03.1915[6]
- Орден Святого Станислава 3-й степени — 1905

### СССР
- Орден Красного Знамени[7]